# Chimakum
Chimakum [Chemakum,  Aqokúlo (vlastiti naziv),  Port Townsend Indijanci], /značenje imena Chimakum ili Chemakum je nepoznato/ maleno ratoborno pleme Chimakuan Indijanaca s poluotoka između Port Townsenda i Hood Canala u američkoj državi Washington. Zajedno s plemenima Hoh i Quileute tvore jezičnu porodicu Chimakuan, koja po njima nosi ime. 
Chimakum Indijanci bili su u konstantnom ratu s Clallam Indijancima i drugim Salishan plemenima, što ih je dovelo do skorašnjeg nestanka. Mooney (1928) procjenjuje da ih je 1780. bilo oko 400. Pleme Chimakum stradava u masakru 1822. kada ih je napala velika skupina ratnika s Otočja Kraljice Charlotte. Godine 1847. napadaju ih Snoqualmie, i tada ih je dosta stradalo.  
Prema Gibbsu (1877) preostalo ih je svega 90 1855., a te su godine ugovorom Point-no-Point smješteni na rezervat Skokomish ali su ih pet godine kasnije (1860) plemena Duwamish i Suquamish gotovo zbrisali pod vodstvom poznatog poglavice Seattle. Popisom iz 1910. preostalo ih je svega trojica koji su mogli govoriti svoj jezik. -Popularni naziv za njih je Port Townsend Indijanci, ime koje su dobili po obližnjem gradu. 

## Vanjske poveznice
- Chimakum žena-profil  Arhivirana inačica izvorne stranice od 28. rujna 2007. (Wayback Machine)